# Aakre
Aakre är en ort i Estland. Den ligger i Puka kommun och landskapet Valgamaa, i den södra delen av landet, 170 km sydost om huvudstaden Tallinn. Aakre ligger 72 meter över havet och antalet invånare är 295.
Terrängen runt Aakre är platt. Runt Aakre är det glesbefolkat, med 9 invånare per kvadratkilometer. Närmaste större samhälle är Otepää, 18,4 km öster om Aakre. Omgivningarna runt Aakre är en mosaik av jordbruksmark och naturlig växtlighet.